# Kozojídka
Die Kozojídka ist ein rechter Nebenfluss der Velička in Tschechien.

## Geographie
Die Kozojídka entspringt einen Kilometer südlich von Blatnice pod Svatým Antonínkem am südwestlichen Fuße des Roháč (278 m) bzw. nordwestlich der Nová hora (326 m) im Dolnomoravský úval (Südliches Marchbecken). Der durchweg begradigte Bach fließt zunächst nach Westen, später in südwestliche Richtung durch das Dorf Kozojídky. Zwei Kilometer südwestlich von Žeraviny mündet die Kozojídka in die Velička.
Die Kozojídka hat eine Länge von 9,2 km, sein Einzugsgebiet beträgt 31,3 km².

## Zuflüsse
- Mlýnský náhon (l), kurz vor der Mündung in die Velička